# Proterebia afer
Proterebia afer är en fjärilsart som beskrevs av Eugen Johann Christoph Esper 1783. Proterebia afer ingår i släktet Proterebia och familjen praktfjärilar. Inga underarter finns listade i Catalogue of Life.